# Operazione Archery
L'operazione Archery (italiano: "Tiro con l'arco") fu un'operazione speciale condotta dalle forze britanniche e norvegesi libere sull'isola di Vågsøy, in Norvegia, durante la seconda guerra mondiale.

## Obiettivi e schieramenti

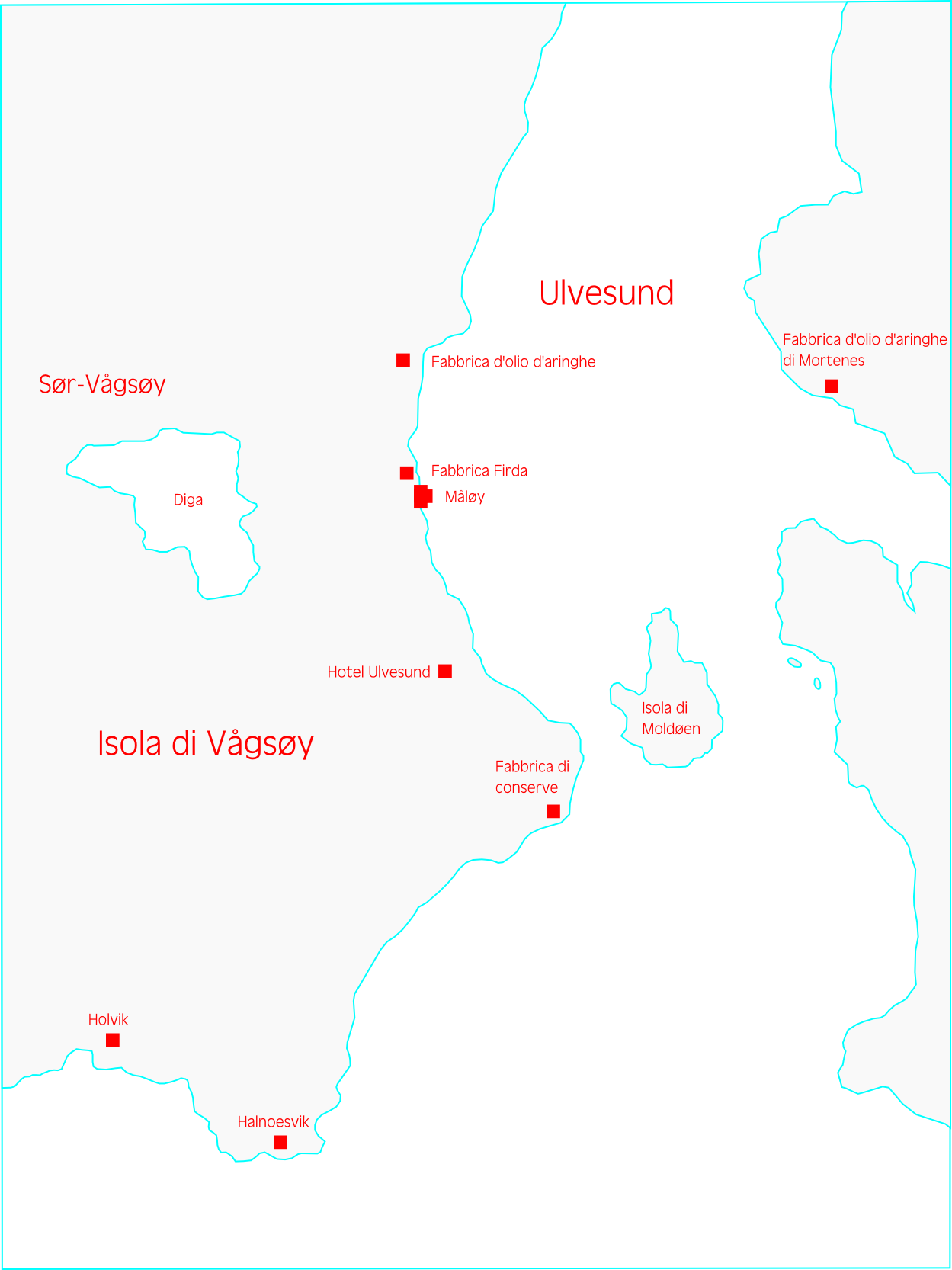
Mappa dell'angolo sud-orientale dell'isola di Vågsøy, teatro dell'incursione

Le forze britanniche e norvegesi incaricate del compimento del raid comprendevano 51 ufficiali e 525 uomini di truppa e sottufficiali. Essi facevano parte del No. 3 Commando, di due Troop del No. 2 Commando, esperti in demolizioni e medici rispettivamente del No. 6 e No. 4 Commando e una dozzina di soldati della Kompani Linge norvegese con compiti di interpreti e guide. Come forza di supporto agli incursori, la Royal Navy mise in campo una task force formata dall'incrociatore HMS Kenya, i caccia HMS Onslow, Oribi, Offa e Chiddingfold, il sottomarino HMS Tuna e le due navi trasporto truppe HMS Prince Charles e Prince Leopold. Supporto aereo era fornito da aerei Hampden, Blenheim e Beaufighter della Royal Air Force.
La forza di incursori per l'operazione fu scissa in cinque gruppi, ognuno con un determinato obiettivo:
- Gruppo n. 1, tenente Clement: sbarcare presso Holvik e ripulire l'area di Halnoesvik. In seguito si sarebbe dovuto muovere sulla strada costiera verso nord e fungere da riserva per il Gruppo no 2;
- Gruppo n. 2, tenente colonnello Durnford-Slater: sbarcare a sudovest di Sør-Vågsøy, presso la fabbrica di conserve, ed attaccare la città di Måløy;
- Gruppo n. 3, maggiore Churchill: assaltare e ripulire l'isola di Moldøen;
- Gruppo n. 4, capitano Hooper: servire da riserva galleggiante;
- Gruppo n. 5, capitano Birney: sbarcare nella costa occidentale dell'Ulvesund e tagliare le comunicazioni tra Nord-Vågsøy e Sør-Vågsøy.

Come forza di occupazione di Vågsøy erano presenti alcuni reparti della 181. Infanterie-Division del tenente generale Kurt Woytasch. In particolare si trattava di 200 uomini (che i britannici credevano fossero 150), assieme ad altri 100 lavoratori e di un carro armato. Sulle coste erano presenti vari tipi di fortificazioni. Nelle zone circostanti si trovavano quattro squadriglie di caccia e bombardieri tedeschi, per un totale di 37 apparecchi.

## Operazione
La task force navale salpò dalla base di Scapa Flow la vigilia di Natale del 1941 alle 22:15 e alle 13:30 del 25 dicembre arrivò alle isole Shetland, a metà strada tra Scapa Flow e le coste della Norvegia. Tuttavia, a causa di condizioni meteo proibitive, le due navi da trasporto ebbero dei danni e la traversata dovette essere posticipata di 24 ore. Riparati i guasti, l'unità navale riprese la navigazione il 26 dicembre ed il giorno successivo giunse dinanzi alle coste norvegesi.
Il bombardamento di copertura da parte delle navi iniziò alle 08:48 e pochi minuti più tardi bombardieri sganciarono bombe fumogene al fosforo per nascondere l'avanzata dei mezzi da sbarco con all'interno i commando. Il Gruppo n. 1 toccò terra come previsto e ripulì l'area a lui assegnata e, come pianificato, gli venne ordinato di congiungersi al Gruppo n. 2. Il Gruppo n. 3 sbarcò, in una ventina di minuti distrusse i quattro cannoni ed eliminò la guarnigione dell'isoletta di Moldøen quasi senza opposizione, dal momento che il bombardamento pre-sbarco aveva già fatto la maggior parte del lavoro.
Il nucleo principale della forza d'incursione, quello del tenente colonnello Durnford-Slater, trovò invece notevole osticità nel liberare la città di Sør-Vågsøy. Questa difatti era difesa da 50 esperti fanti tedeschi appena giunti in licenza, che combatterono fino all'ultimo uomo casa per casa e causarono gravi perdite tra gli ufficiali. Alle 10:20 il Gruppo n. 5 sbarcò a Nord-Vågsøy e creò un blocco per intralciare eventuali rinforzi nemici in manovra verso sud. Nel frattempo, parte del Gruppo n. 3 si diresse a Mornenes dove distrusse una fabbrica di olio d'aringa. Completati gli obiettivi originari della missione, tutte le truppe si ritrovarono a bordo delle navi trasporto per le 14:34 del 27 dicembre.

## Conseguenze

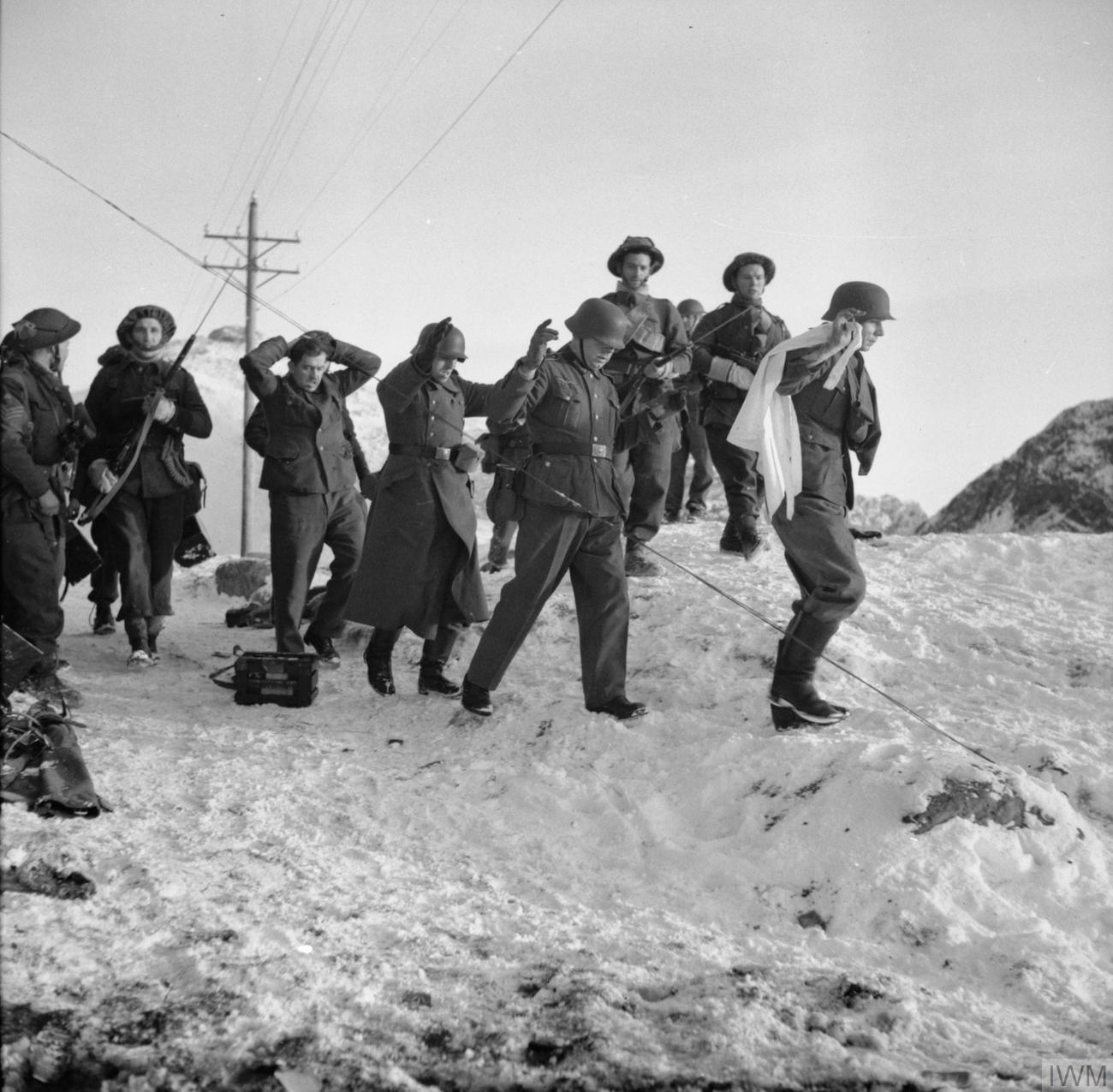
Alcuni dei tedeschi catturati vengono scortati dai commando

Nel corso del raid 20 commando britannici furono uccisi e 57 feriti. Il comandante della Kompani Linge norvegese, il capitano Martin Linge, rimase anch'egli ucciso. Nel tentativo di supportare l'operazione 7 Bristol Blenheim, 2 Handley Page HP.52 Hampden e 2 Bristol Beaufighter vennero abbattuti dai tedeschi, causando la morte di 31 piloti. La Royal Navy ebbe perdite relativamente leggere, costituite da due caduti e sei feriti.
Circa 15 630 tonnellate di naviglio fu distrutto, 4 bombardieri abbattuti così come una batteria costiera, fabbriche d'olio e pesci, baraccamenti, uffici e serbatoi di benzina, oltre ad un carro leggero. Le perdite tedesche furono di circa 150 caduti, un centinaio di prigionieri e 4 collaborazionisti norvegesi. Assieme alle truppe alleate, nel Regno Unito tornarono 77 nuove reclute per le forze norvegesi libere. Come sperato, il raid indusse Hitler a dirottare 30 000 uomini e varie navi in Norvegia a scapito di altri fronti fino ad arrivare alla fine della guerra a un numero totale di 400 000 uomini dislocati là.